# Visvaldas Kulbokas
Visvaldas Kulbokas (ur. 14 maja 1974 w Kłajpedzie) – litewski duchowny katolicki, arcybiskup, nuncjusz apostolski na Ukrainie od 2021.

## Życiorys
Święcenia kapłańskie otrzymał 19 lipca 1998 i został inkardynowany do diecezji Telsze. W 2001 rozpoczął przygotowanie do służby dyplomatycznej na Papieskiej Akademii Kościelnej. 1 stycznia 2004 rozpoczął służbę w dyplomacji watykańskiej pracując jako sekretarz nuncjatury w Libanie (2004–2007). Następnie w latach 2007–2009 był pracownikiem nuncjatury w Holandii, i w Rosji (2009–2012). W latach 2012–2020 był pracownikiem Sekretariatu Stanu. W latach 2020–2021 był radcą nuncjatury w Kenii.
15 czerwca 2021 papież Franciszek mianował go arcybiskupem tytularnym Martanae Tudertinorum oraz nuncjuszem apostolskim na Ukrainie. Sakry biskupiej udzielił mu 14 sierpnia 2021 Sekretarz Stanu kardynał Pietro Parolin.
W 2022 otrzymał ukraiński Order „Za zasługi” II klasy.